# 杰姬·扬
杰姬·扬（英語：Jackie Young，1997年9月16日—），生于印第安纳州普林斯顿，美国女子篮球运动员。她在2019年WNBA选秀中以首轮第一顺位被拉斯维加斯王牌选中，成为选秀状元。